# Niederfeulen
Niederfeulen är en kommunhuvudort i Luxemburg.   Den ligger i kantonen Canton de Diekirch och distriktet Diekirch, i den centrala delen av landet, 28 km norr om huvudstaden Luxemburg. Niederfeulen ligger 293 meter över havet och antalet invånare är 1 125.
Terrängen runt Niederfeulen är platt åt sydväst, men åt nordost är den kuperad.  Närmaste större samhälle är Ettelbruck, 4,2 km öster om Niederfeulen. 
I omgivningarna runt Niederfeulen växer i huvudsak blandskog. Runt Niederfeulen är det ganska tätbefolkat, med 248 invånare per kvadratkilometer.